# Eugalta cinctipes
Eugalta cinctipes là một loài tò vò trong họ Ichneumonidae.